# 香港11號幹線
11號幹線（英語：Route 11）是計劃連接香港元朗和北大嶼山的幹線公路。

## 歷史
此計劃前身為十號幹線之掃管笏至大嶼山段，特區政府曾於2000年宣佈開展進行此路段的工程，年間共收到500多份反對書。政府曾修訂路線，刪除小欖連接路，並在2002年6月28日刊憲。由於政府預測交通需求增長放緩，道路飽和情況比最初估計輕微，加上大欖隧道的營運者反對，最終不獲立法會議員支持興建，因此興建計劃需要押後。而政府於2004年作出「二零零四年新界西北交通及運輸基建檢討」後，亦建議對元朗至北大嶼山段作出多項檢討。
最終隨當局發展港珠澳大橋，決定興建屯門西繞道、屯門至赤鱲角連接路將屯門、元朗與北大嶼山連接，並納入10號幹線，11號幹線興建無期。
2017年1月，政府宣佈重新研究興建第二條連接元朗至北大嶼山的公路幹線，與前述10號幹線定線相似，惟相關路段將會被納入11號幹線。
2020年12月，為配合新界西北發展，路政署建議將屯門西繞道，易名為屯門繞道，全程為8公里的行車隧道，走線由原來的屯門西部改為南部，連接屯門至赤鱲角連接路至藍地交匯處，再連接元朗公路及港深西部公路，途經屯門南部及大欖郊野公園，預計2036年或以前完成，同時11號幹線（元朗至北大嶼山段）的走線安排，將由藍地隧道連接掃管笏連接路、大欖涌隧道組成、並將興建新跨海大橋青龍大橋連接大嶼山東北部至青衣一帶主要幹道連接，另外建議在大嶼山東北部至青衣興建的青衣至大嶼山連接路接駁青龍大橋，方便在大嶼山進出九龍。
2023年6月，路政署向區議會提交文件，文件指出在精簡法定和行政程序之下，十一號幹線最新的通車目標為2033年或之前，即提早三年啟用，與青衣至大嶼山連接路看齊同年通車，屆時新界西北居民可以經新建的青龍大橋，直接駛往青嶼連接路的跨海大橋前往青衣。至於屯門繞道，同樣有望於2033年通車；惟原本用作疏導屯門區內交通的皇珠路連接路，則由於預計成效不明顯，而且工程複雜，將會作罷。 另外，十一號幹線中的青龍大橋，原擬為雙程三線的跨海大橋，不過根據今次的文件，最新方案改為雙程四線，將為全港首座南北行雙程四線、合共八條線的跨海大橋。
2023年9月22日，政府刊憲興建11號幹線。
路政署於2023年11月就11號幹線(藍地至小欖段)及(小欖至北大嶼山段)的詳細設計及建造階段，向有關合資格類別的工程顧問公司發出技術及招標公告。直至2025年初，暫時未有工程顧問公司獲標。